# Pomponio Amalteo

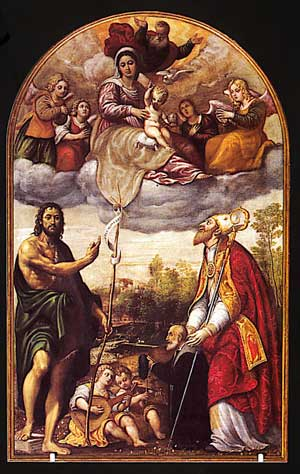
Maria Dziewica oraz Jan Chrzciciel, kościół parafialny św. Franciszka

Pomponio Amalteo (ur. 1505 w Motta di Livenza, zm. 1588 w San Vito al Tagliamento) – włoski malarz szkoły weneckiej, tworzący w czasach renesansu.
Urodził się w Motta di Livenza w regionie Veneto. Był uczniem i zięciem Il Pordenone, którego styl wiernie powielał; odziedziczył pracownię Pordenone's w Friuli, gdzie głównie wiódł swoją karierę.
Cienie w jego dziełach, w porównaniu do obrazów Il Pordenone, którego był ulubionym uczniem, były mniej intensywne, kolory jaśniejsze a także proporcje postaci mniej eleganckie.
Malował głównie freski oraz obrazy ołtarzowe, z których bardzo wiele (np. w kościele Santa Maria de' Battisti, czy obraz ołtarzowy Święty Sebastian (1533) w katedrze San Vito al Tagliamento) uległo wraz z upływem czasu znacznemu zniszczeniu. Amalteo namalował pięć obrazów o tematyce starożytnego Rzymu w Sali Notariuszy w Belluno. Także przyozdobił serią fresków Sędziowie budynek sądu w Ceneda.
Jego brat Girolamo Amalteo najprawdopodobniej pomagał mu w wielu pracach. Jego córka Quintilia Amalteo miała opinię wspaniałej portrecistki. Girolamo, oprócz pomocy bratu, tworzył małe obrazy oraz freski oraz ozdobił kościół w San Vito al Tagliamento. Innym uczniem był Sebastiano Seccante.
Członkowie rodziny Amalteo z Oderzo byli pisarzami. Zmarł w San Vito al Tagliamento w 1588.